# Station Bernau (bei Berlin)
Station Bernau (bei Berlin) is een spoorwegstation in de Duitse plaats Bernau bei Berlin. Het station werd in 1842 geopend.